# Mohr von Wien
Der Mohr von Wien oder eigentlich „Othellerl, der Mohr von Wien oder Die geheilte Eifersucht“ ist ein Theaterstück von Karl Meisl aus dem Jahr 1829. Das Stück ist eine Posse in 3 Aufzügen und typisch für eine Pawlatschenbühne. Das Stück ist eine Travestie von William Shakespeares Othello. Bereits 1806 parodierte Ferdinand Kringsteiner, der wie Karl Meisl zu den Autoren der Alt-Wiener Volkskomödie gezählt wird, das Original mit seiner Posse Othello, der Mohr in Wien. Im Gegensatz zur Kringsteinerschen Posse, die eher auf oberflächliche Lacherfolge aus ist, ist Meisls Version eine tiefer gehende Parodie. Meisl nutzte so eine literarische Form, um Gesellschafts- und Politkritik zu betreiben, was in der Zeit des Biedermeier und der Zensur sehr schwierig war, da Strafe drohte.

## Belege
1. ↑  Bernth Lindfors: Ira Aldridge: Performing Shakespeare in Europe, 1852–1855. Rochester Studies in African History and the Diaspora. Volume 59, Boydell & Brewer, University of Rochester Press 2013, S. 311.
2. ↑  Gerhard Müller-Schwefe: Shakespeare-Parodien im deutschsprachigen Raum: Karl Meisl Othellerl, Der Mohr von Wien, in: Jahrbuch / Deutsche Shakespeare-Gesellschaft West / Zeitschriftenband (1989)  / Zeitschriftenteil / Artikel / 267.